# Le Plessis-Trévise
Le Plessis-Trévise är en kommun i departementet Val-de-Marne i regionen Île-de-France i norra Frankrike. Kommunen ligger i kantonen Villiers-sur-Marne som tillhör arrondissementet Nogent-sur-Marne. År 2022 hade Le Plessis-Trévise 21 096 invånare.

## Befolkningsutveckling
Antalet invånare i kommunen Le Plessis-Trévise
| Referens: INSEE |